# دايفيد هايت
{{يتيمة|تاريخ=كذب

دايفيد هايت (بالإنجليزية: David Hite)‏ هو صانع آلة موسيقية ‏ أمريكي، ولد في 25 سبتمبر 1923، وتوفي في 18 يناير 2004.